# Syrovátka (okres Hradec Králové)
Obec Syrovátka (německy Sirowatka) se nachází v okrese Hradec Králové, kraj Královéhradecký. Žije zde 455 obyvatel.

## Historie
První písemná zmínka o obci pochází z roku 1339.

## Doprava
Po severním okraji zastavěného území prochází železniční trať Velký Osek – Hradec Králové, na které je zřízena železniční stanice Dobřenice, jejíž podstatná část včetně odbavovací budovy leží v katastrálním území Syrovátka.
Do obce vedou silnice III. třídy.

## Kultura
V Syrovátce byla založena roku 1995 skupina Schizofreny.

## Pamětihodnosti
- Krucifix